# Pfaffenbach (Mosel)
Der Pfaffenbach ist ein Bach im saarländischen Landkreis Merzig-Wadern auf dem Gebiet der Gemeinde Perl. Er ist ein knapp vier Kilometer langer, westsüdwestlicher und rechter Zufluss der Mosel.

## Geographie

### Verlauf
Der Pfaffenbach entspringt im Mosel-Saar-Gau nordöstlich von Perl auf einer Höhe von 329,5 m ü. NHN nördlich einer Gemeindestraße am Nordrand eines kleinen Mischwäldchens. Seine Quelle liegt in der Flur Am Pillingerschloß direkt westlich des Naturschutzgebietes Hammelsberg/Atzbüsch und knapp 200 Meter südwestlich des Pillinger Hofs. Der heutige Biolandhof Schlossgut Pillingen war früher ein zu Luxemburg gehörender und im 18. Jahrhundert umgebauter Herrensitz, dessen Vorgängerbau bereits im 14. Jahrhundert erwähnt wurde.
Der Pfaffenbach fließt zunächst in Richtung Nordnordwesten am westlichen Rande des unter Naturschutz stehenden Mischwaldes durch Grünland an den Gebäuden des Hofguts entlang. Bei der Flur Hinterm Bau wird er auf seiner linken Seite vom Pillingerbach gespeist.
Der Pfaffenbach unterquert noch die B 419, hier auch Obermoselstraße genannt, sowie die Gleisanlagen der Obermoselstrecke und mündet schließlich südlich des Perler Ortsteils Besch von rechts in die Mosel.

### Zuflüsse
- Pillingerbach (links), 0,2 km
- Königsschleitbach (links), 0,2 km